# シャット・アップ・アンド・ダンス
 「シャット･アップ･アンド･ダンス」（原題: "Shut Up and Dance", "SHUT UP + DANCE "）は、アメリカのポップバンド、ウォーク・ザ・ムーンの2枚目のアルバム、『トーキング・イズ・ハード』（2014年）に収録された楽曲 。バンドのメンバーとベン・バーガー、ライアン・マクマホンによって作詞されたこの曲は、リードシンガーのニコラス・ペトリッカのロサンゼルスのナイトクラブでの実体験がもとになっている。この曲は、2014年9月10日、 『トーキングイズハード』からシングルとしてデジタルリリースされた。 

## 概要
この曲はバンドの最大のヒット曲となり、 Billboard Hot 100 では4位、雑誌のオルタナティヴ・ソングスのチャートとホット・アダルトコンテンポラリーのチャートで1位となった。 アメリカ以外では、ポーランドで1位、オーストラリア、カナダ、ドイツ、イスラエル、アイルランド、イギリスのチャートのトップ10に以内に入り、ニュージーランドのチャートのトップ20、スウェーデン、オランダのチャートのトップ30に入った。 
バンドは、『ザ・トゥナイト・ショー・スターリング・ジミー・ファロン』、『レイト・ナイト・ウィズ・セス・マイヤーズ』、『ジミー・キンメル・ライブ!』、『エレンの部屋』、『グッド・モーニング・アメリカ』にて楽曲を披露した。 

## ミュージック・ビデオ
1980年代のクラブをテーマにした映画風のミュージック・ビデオは、2014年10月23日にYouTubeで公開された。 ぺトリッカとプロのダンサー、ローレン・タフトが主役。 

## チャート
| ピークチャート   | US               | 4 |
| ピークチャート   | US Alt.          | 1 |
| ピークチャート   | AUS              | 3 |
| ピークチャート   | AUT              | 7 |
| ピークチャート   | CAN              | 4 |
| ピークチャート   | GER              | 10 |
| ピークチャート   | IRE              | 2 |
| ピークチャート   | NZ               | 11 |
| ピークチャート   | SWE              | 12 |
| ピークチャート   | UK               | 4 |
| ゴールドディスク | ゴールドディスク | - RIAA: 3× プラチナ - ARIA: 6× プラチナ - IFPI AUT: ゴールド - BPI: 3× プラチナ - BVMI: プラチナ - GLF: 4× プラチナ - MC: 7× プラチナ - RMNZ: プラチナ |